# Autoriteit voor de bestrijding van witwassen en terrorismefinanciering
De Autoriteit voor de bestrijding van witwassen en terrorismefinanciering (Engels: Authority for Anti-Money Laundering and Countering the Financing of Terrorism) of AMLA is een orgaan van de Europese Unie. Het is gevestigd in het Duitse Frankfurt am Main. Het Orgaan werd opgericht in 2024 en wordt operationeel vanaf 2025. Het doel van het agentschap is de strijd tegen witwassen en tegen terrorismefinanciering coördineren op EU-niveau. 